# Barby
Barby é uma comuna francesa na região administrativa de Grande Leste, no departamento Ardenas. Estende-se por uma área de 11,29 km². Em 2010 a comuna tinha 422 habitantes (densidade: 37,4 hab./km²).